# Dictyna cavata
Dictyna cavata är en spindelart som beskrevs av Jones 1947. Dictyna cavata ingår i släktet Dictyna och familjen kardarspindlar. Inga underarter finns listade i Catalogue of Life.